# Ambulocetidae
Az Ambulocetidae az emlősök (Mammalia) osztályának párosujjú patások (Artiodactyla) rendjébe, ezen belül a cetek (Cetacea) alrendágába tartozó fosszilis család.

## Tudnivalók
Ebbe a családba tartoznak a legelső tengerbemerészkedő cetek, habár időnként még vissza-visszatértek az édesvizű rendszerekbe is, mivel táplálékuk legnagyobb részét a tengerekben szerezték meg, viszont az íváshoz még édesvízre volt szükségük. Mivel még rendelkeznek szárazföldön használható végtagokkal, a paleontológusok korábban úgy vélték, hogy időnként ezek az állatok ki is jöttek a szárazra, azonban az újabb kutatások elvetették ezt az elméletet; tehát az Ambulocetidae-fajok már teljesen vízi életmódot folytattak. Őseik a Pakicetidae-fajok; a protocetidákkal és a remingtonocetidákkal, csak testvércsoportokat nem pedig átmeneti ősök, vagy leszármazottak.

## Rendszerezés
A családba az alábbi 3 nem tartozik:
- Ambulocetus Thewissen et al., 1994 - típusnem[7]
- Gandakasia Dehm & Oettingen-Spielberg, 1958[8]
- Himalayacetus Bajpai & Gingerich, 1998[9]

## Fordítás
- Ez a szócikk részben vagy egészben  az   Ambulocetidae című angol Wikipédia-szócikk ezen változatának fordításán alapul.  Az eredeti cikk szerkesztőit annak laptörténete sorolja fel. Ez a jelzés csupán a megfogalmazás eredetét és a szerzői jogokat jelzi, nem szolgál a cikkben szereplő információk forrásmegjelöléseként.
- Ez a szócikk részben vagy egészben  a   List_of_extinct_cetaceans#Suborder_Archaeoceti című angol Wikipédia-szócikk ezen változatának fordításán alapul.  Az eredeti cikk szerkesztőit annak laptörténete sorolja fel. Ez a jelzés csupán a megfogalmazás eredetét és a szerzői jogokat jelzi, nem szolgál a cikkben szereplő információk forrásmegjelöléseként.